# Енциклопедія для фахівців соціальної сфери
«Енциклопедія для фахівців соціальної сфери» — перше найповніше довідкове видання українською мовою, в якому викладені основи соціальної роботи та соціальної педагогіки, термінологія, систематизовані напрямки, зміст і технології практичної діяльності в цій сфері. Упорядниця та авторка ключових статей — доктор педагогічних наук, професор І. Д. Звєрєва, загалом авторський колектив складали півсотні експертів у соціальній сфері. Енциклопедія видана 2012 року в Сімферополі. Рекомендована Міністерством освіти і науки.

## Історія створення
Соціальна робота в світі має численні аналоги цьому виданню. Найавторитетнішим можна вважати британську Encyclopedia of Social Work, що публікується Національною асоціацією соціальних працівників і Оксфордським Університетом, вперше з’явилась 1930 року та витримала 20 перевидань.
В Україні, де лише в роки незалежності виникла відповідна дисципліна та професія, подібне видання з’явилося вперше. До нього уявлення про систему категорій соціальної роботи з наступних джерел: Словник-довідник соціального працівника (Кизименко Л.Д., Бєдна Л.М., Львів, 2000), глосарії в підручниках і визначення термінів в нормативних документах.
Ініціювали та підтримали видання Енциклопедії для фахівців соціальної сфери МОН, Інститут проблем виховання НАПН України, Науково-дослідний центр проблем соціальної педагогіки та соціальної роботи НАПН і Луганського Університету ім. Шевченка, Українська асоціація соціальних педагогів та спеціалістів із соціальної роботи, ВБО Український фонд «Благополуччя дітей».

### Авторський колектив
До створення довідкового видання долучився великий колектив із 53 авторів, серед яких науковці, викладачі провідних вишів, представники ключових НУО, службовці МінСоцПолітики: Алєксєєнко Т. Ф., канд. пед. наук, ст. н. співр., Басюк Т. П., Безпалько О. В., доктор пед. наук, проф., Бех І. Д., доктор психолог. наук, проф., академік НАПН України, Болтівець С. І., доктор психолог. наук, проф., Братусь І. В., канд. пед. наук, Буніна Л. І., канд. пед. наук, доцент, Ваховський Л. Ц., доктор пед. наук, проф., Веретенко Т. Г., канд. пед. наук, проф., Гужва Т. М., Гулевська-Черниш Г. В.,Жданович Ю. М., канд. пед. наук, Журавель Т. В., канд. пед. наук, Заверико Н. В., канд. пед. наук, доцент, Звєрєва І. Д., доктор пед. наук, проф., Зимівець Н. В.,канд. пед. наук, Караман О. Л., канд. пед. наук, доцент, Кічук Я. В., доктор пед. наук, Кияниця З. П., канд. пед. наук, Ковальчук Л. Г., канд. пед. наук, Кузьмінський В. О., канд. екон. наук, доцент, Лактіонова Г. М., доктор пед. наук, проф., Лавренко О. В.,Левченко К. Б., доктор юридич. наук, проф., Лесіна Т. М., канд. пед. наук, доцент, Липський І. А., доктор пед. наук, проф, Лютий В. П., канд. пед. наук, доцент, Лях В. В., Лях Т. Л., канд. пед. наук, доцент, Мардахаєв Л. В., доктор пед. наук, проф., Міщенко Н. І., канд. пед. наук, Міщик Л. І., доктор пед. наук, проф., Окушко Т. К., канд. пед. наук, ст. н. співр., Омельченко С. О., доктор пед. наук, проф., Песоцька О. П., канд. пед. наук, доцент, Петрович В. С., канд. пед. наук, доцент, Петрочко Ж. В., доктор пед. наук, Пилипенко О. І., канд. пед. наук, доцент, Пінчук І. Н., канд. пед. наук, доцент, Поліщук В. А., доктор пед. наук, проф., Постолюк Г. І.,Рижанова А. О.,доктор пед. наук, проф., Савченко С. В., доктор пед. наук, проф., Сейко Н. О., доктор пед. наук, проф., Семигіна Т. В., магістр соц. роб., канд. політ. наук, доцент, Сидоров В. М.,Терницька С. В., канд. пед. наук, Троценко Н. Є., канд. пед. наук, Харченко С. Я., доктор пед. наук, проф., Цюман Т. П., канд. пед. наук, доцент, Черная К. І., канд. пед. наук, ст. наук. співр., Чернуха Н. М., доктор пед. наук, проф., Юрків Я. І., канд. пед. наук
Серед відомих прізвищ: професор І. Д. Звєрєва — визнана класик у галузі соціальної роботи, перша доктор наук у цій галузі, Заслужений працівник соціальної сфери України; професор І. Д. Бех — дійсний член АПН України, доктор психологічних наук, директор Інституту проблем виховання АПН України, Заслужений діяч науки і техніки України; Г. В. Гулевська-Черниш — відома громадська діячка, директор Українського форуму благодійників та інші. 
Одна з презентацій книги відбулась на Міжнародній конференції «Якість та доступність послуг для дітей і сімей: міжнародні стандарти та досвід України» 4 січня 2013 в Києві.

## Структура Енциклопедії
Перше видання 2012 року містить більш як двісті статей, згрупованих у вісім розділів:
1. Теоретико-методологічні основи соціальної/соціально-педагогічної роботи
2. Зміст і напрями
3. Соціальна політика
4. Правові основи
5. Психологічні основи
6. Соціокультурні основи
7. Соціальні інститути та інституції
8. Технології та інновації